# Chew Choon Seng

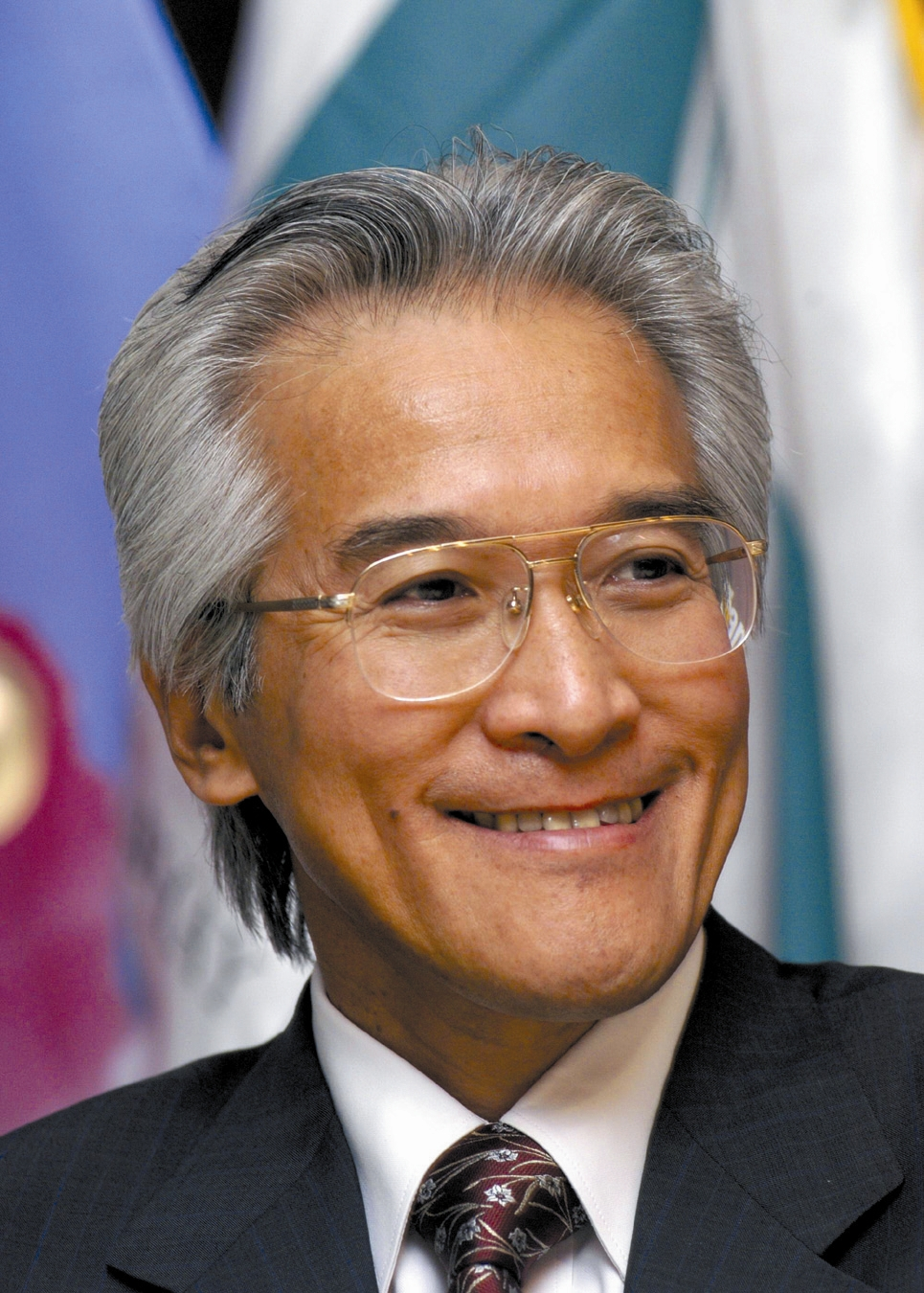
Chew Choon Seng, vor September 2008.

Chew Choon Seng (chinesisch 周俊成, Pinyin Zhōu Jùnchéng) ist Vorstandsvorsitzender von Singapore Airlines.

## Biografie
Nachdem Chew in der University of Singapore Maschinenbau studiert hatte, absolvierte er im Imperial College (London) einen Master in Operations Research und Management.
Chew arbeitet seit 1972 für Singapore Airlines. Bevor er 2003 Vorstandsvorsitzender wurde, war er Vizevorsitzender und unter anderem für Finanzen, Personal, strategische Planung und rechtliche Angelegenheiten zuständig.
Gleichzeitig ist er Vorsitzender der SMRT Corporation und des Singapore Aircraft Leasing Enterprise. Er ist auch Direktor der Singapore Airport Terminal Services Ltd. und SIA Engineering Company. 
| Personendaten    | Personendaten                                |
| ---------------- | -------------------------------------------- |
| NAME             | Chew Choon Seng                              |
| ALTERNATIVNAMEN  | 周俊成; Zhōu Jùnchéng                        |
| KURZBESCHREIBUNG | Vorstandsvorsitzender von Singapore Airlines |
| GEBURTSDATUM     | 20. Jahrhundert                              |